# MUC (album)
MUC – drugi album studyjny niemieckiego DJ-a i producenta - Tomcrafta. Wydany w Niemczech 20 grudnia 2003 roku przez wytwórnię Kosmo Records.

## Lista utworów
1. For A While (6:52)
2. Loneliness (5:58)
3. Under The Blue (4:24)
4. Into The Light (3:54)
5. Like The Sun (8:03)
6. Overdose (6:26)
7. Schwabing 7. Phase (4:29)
8. Bang Bang (6:36)
9. La Chatte - La Salope (7:44)
10. Forever Raver (4:17)
11. Fuck You (8:19)